# Sudamericano Juvenil B de Rugby 2011
El Sudamericano Juvenil B de Rugby del 2011 fue el cuarto torneo de la categoría y el segundo disputado en Lima, Perú; esta vez se usó las instalaciones del Centro Cultural Deportivo Lima en Chorrillos. Integrado por 4 selecciones de menores de 18 años (M18) del nivel B afiliadas a la Confederación Sudamericana de Rugby incluyendo a Costa Rica el torneo se disputó a manera de cuadrangular todos contra todos donde la selección de Colombia obtuvo su tercer título consecutivo. La Federación Peruana de Rugby organizó el torneo junto a la edición Mayor B.

## Equipos participantes
- Selección juvenil de rugby de Colombia (Tucanes M18)
- Selección juvenil de rugby de Costa Rica (Ticos M18)
- Selección juvenil de rugby de Perú (Tumis M18)
- Selección juvenil de rugby de Venezuela (Orquídeas M18)

## Posiciones
| Pos. | Equipo     | Encuentros | Encuentros | Encuentros | Encuentros | Tantos  | Tantos    | Tantos     | Puntos |
| Pos. | Equipo     | jugados    | ganados    | empatados  | perdidos   | a favor | en contra | diferencia | Puntos |
| ---- | ---------- | ---------- | ---------- | ---------- | ---------- | ------- | --------- | ---------- | ------ |
| 1    | Colombia   | 3          | 3          | 0          | 0          | 107     | 10        | + 97       | 9      |
| 2    | Venezuela  | 3          | 2          | 0          | 1          | 50      | 20        | + 30       | 6      |
| 3    | Perú       | 3          | 1          | 0          | 2          | 58      | 51        | + 7        | 3      |
| 4    | Costa Rica | 3          | 0          | 0          | 3          | 27      | 161       | - 134      | 0      |

Nota: Se otorgan 3 puntos al equipo que gane un partido, 1 al que empate y 0 al que pierda

## Resultados[3]

### Primera Fecha
| 20 de agosto 13:30 | Colombia | 78 - 5  | Costa Rica | cancha del Centro Cultural Deportivo Lima, Lima, Perú |                                      |
|                    |          | Reporte |            | Árbitro(s): Ricardo Sant'Anna Brasil                  | Árbitro(s): Ricardo Sant'Anna Brasil |

| 20 de agosto 15:30 | Venezuela | 15 - 5  | Perú | cancha del Centro Cultural Deportivo Lima, Lima, Perú |                                          |
|                    |           | Reporte |      | Árbitro(s): Sebastián Figueroa Argentina              | Árbitro(s): Sebastián Figueroa Argentina |

### Segunda Fecha
| 23 de agosto 13:30 | Colombia | 24 - 5  | Perú | cancha del Centro Cultural Deportivo Lima, Lima, Perú |                                 |
|                    |          | Reporte |      | Árbitro(s): Osvaldo Pezoa Chile                       | Árbitro(s): Osvaldo Pezoa Chile |

| 23 de agosto 15:30 | Venezuela | 35 - 10 | Costa Rica | cancha del Centro Cultural Deportivo Lima, Lima, Perú |                                      |
|                    |           | Reporte |            | Árbitro(s): Ricardo Sant'Anna Brasil                  | Árbitro(s): Ricardo Sant'Anna Brasil |

### Tercera Fecha
| 26 de agosto 13:30 | Perú | 48 - 12 | Costa Rica | cancha del Centro Cultural Deportivo Lima, Lima, Perú |                                 |
|                    |      | Reporte |            | Árbitro(s): Osvaldo Pezoa Chile                       | Árbitro(s): Osvaldo Pezoa Chile |

| 26 de agosto 15:00 | Colombia | 5 - 0   | Venezuela | cancha del Centro Cultural Deportivo Lima, Lima, Perú |                                     |
|                    |          | Reporte |           | Árbitro(s): Gustavo Gerbasi Uruguay                   | Árbitro(s): Gustavo Gerbasi Uruguay |

| Bandera de Colombia |
| Campeón Colombia    |
| Tercer título       |